# Lagópodhon
Lagópodhon (Lagopodo) är en ort i Grekland.   Den ligger i prefekturen Nomós Zakýnthou och regionen Joniska öarna, i den sydvästra delen av landet, 260 km väster om huvudstaden Aten. Lagópodhon ligger 137 meter över havet och antalet invånare är 483. Den ligger på ön Zakynthos.
Terrängen runt Lagópodhon är kuperad åt sydväst, men åt nordost är den platt. Terrängen runt Lagópodhon sluttar österut. Runt Lagópodhon är det ganska tätbefolkat, med 78 invånare per kvadratkilometer. Närmaste större samhälle är Zákynthos, 7,9 km öster om Lagópodhon. Trakten runt Lagópodhon består till största delen av jordbruksmark.